# Lomographa orientalis
Lomographa orientalis es una especie de polilla de la familia Geometridae. La especie fue descrita por primera vez por Otto Staudinger habiendo sido descrita en 1892, con distribución en Grecia, Turquía y partes del Oriente Medio. El holotipo de la especie fue descrita en la ciudad de Amasya, Turquía.